# STARH
„Старх“ ЕООД (STARH) е българска архитектурна практика, основана през 2012 г. в град Варна от архитект Светослав Станиславов. Студиото е проектирало редица проекти в България, сред които A3 Advanced Architecture Apartments, Umani Hotel и LH – носители на многобройни национални и международни отличия.
През 2023 г. STARH печели Popular Choice Winner за Umani Hotel в раздел Architecture + Environment на 11-тото издание на Architizer A+ Awards – първата награда за студиото от Architizer и първата такава за архитектура в България.
През същата година, еĸипът на студиото е отличен c ĸолеĸтивната награда „Bapнa“ в областта на архитеĸтурата, в признание на неговия принос за популяризиране на съвременната архитеĸтура на град Варна, ĸaĸто на национално, таĸa и на международно ниво.
През 2024 г. с проектите си LH и NAMA, студиото се класира на финалите на Световния архитектурен фестивал, превръщайки се в първия български архитектурен офис, постигнал подобно отличие.
Към 2025 г. STARH има 11 публикувани проекта в ArchDaily – една от най-популярните и посещавани уебстраници за архитектура в света, и 12 номинации за организираните от ArchDaily годишни награди Building of the Year Awards.

## История
Студиото е основано във Варна от арх. Светослав Станиславов през 2012 г.
През 2013 г. STARH е избран за проектирането на „Варна Сити Парк“ след проведен архитектурен конкурс, а три години по-късно работи по неговото много по-амбициозно продължение – „Варна Сити Парк Юг“. То се превръща в най-мащабния жилищен проект във Варна за предходните 30 години.
През 2014 г. студиото печели конкурс, организиран от Sofbuild, и създава A3 Advanced Architecture Apartments – жилищна сграда, разположена на бул. България в гр. София. Този проект е първата мащабна реализация за STARH и печели шест национални и международни награди. Ключова за проекта е фасадната обвивка от иновативния материал FibreC на Rieder, използван за пръв път в България. Изцяло предварително заготвени с компютърна точност по дизайн параметрите на сградата, панелите осигуряват изпълнението на сложната плавна геометрия на обемите.
Последват редица различни по мащаб и функция реализации, по-значимите от които са Varna Wave (2018 г.), EOS (2019 г.), B73 (2021 г.), Umani Hotel (2022 г.) и LH (2023 г.). STARH демонстрира афинитет към използването на иновативни технологии и материали. Използването на полимермрамор във фасадната облицовка на Varna Wave прави проекта новаторски, тъй като това е първият път, в който този материал се използва в България и Балканския регион. Това поставя основите на бъдещи, по-амбициозни проекти като BGA и B73, които също инкорпорират Solid Surface технология. B73 е една от малкото сгради в България, в която се използва въпросният материал и технология за термоформоване за постигане на сложни 3D форми.
Студиото е отличено в 11-тото издание на Architizer A+ Awards през 2023 г., в което участват над 600 изявени архитекти и професионалисти от цял свят. Umani Hotel става Popular Choice Winner в раздел Architecture + Environment – първата награда за студиото от Architizer и първата такава за архитектура в България.
През 2024 г. STARH се класира на 17-тото издание на Световния Архитектурен Фестивал (WAF), проведен от 6 до 8 ноември 2024 г. в Марина Бей Сандс в Сингапур. Студиото участва с два проекта – LH в категорията Completed buildings, подкатегорията Retrofit, и Nama в категория Future projects, подкатегория Leisure Led Development. Това нарежда STARH в списъка с финалисти, включващ световни архитектурни практики като „Заха Хадид Аркитектс“, Ем Ве Ер Де Ве, „Тадао Андо Аркитект & Асосиейтс“, „Фостър + Партнърс“.
През същата година (2024 г.) студиото издава своя архитектурна монография STARH Architecture, събираща в едно издание 14 реализирани проекта, осъществени в продължение на 12 години и проследяващи пътя на студиото от основаването му до съвремието.

## Значими проекти
- A3 Advanced Architecture Apartments, София, България
- Хотел Umani, Златни пясъци, България
- LH, Варна, България
- EOS, Варна, България
- KR, Варна, България
- B73, София, България
- Varna Wave, Варна, България
- Aquahouse Hotel & SPA, Св. св. Константин и Елена, България

## Награди и отличия
Международни отличия:
- World Architecture Festival – 2 номинации
- ArchDaily Building of the Year – 12 номинации
- Architecture MasterPrize – 4 пъти победител, 6 почетни награди, 1 награда Best of Best
- Architizer A+ Awards – 4 специални награди, 1 награда на публиката
- Loop Design Awards – 3 пъти победител, 3 пъти победител в категория
- Arch Design Award – 6 пъти Gold Winner
- IDA Design Awards – 1 път Silver Winnner, 3 почетни награди
- A' Design Award – 2 пъти победител, 1 сребърно отличие
- Archello Awards – 1 награда на публиката, 1 път финалист

Национални отличия:
- Сграда на годината – 10 пъти победител, 2 специални награди, 1 Building Innovation Award, 1 награда на публиката
- Архинова – 6 пъти победител, 1 специална награда

## Въшни препратки
- Официален сайт на STARH